# Bernhard Marx
Bernhard Marx (* 21. April 1919) ist ein ehemaliger deutscher Fußballspieler.

## Werdegang
Marx begann seine Karriere beim VfL Geseke, für den er bis 1938 spielte. Anschließend wechselte er zu Arminia Bielefeld, die im gleichen Jahr in die seinerzeit erstklassige Gauliga Westfalen aufgestiegen waren. Sportlicher Höhepunkt war die Saison 1939/40, in der die Arminen Vizemeister hinter dem Serienmeister FC Schalke 04 wurden. Nach Kriegsende wurde Marx mit den Bielefeldern im Jahre 1949 Westfalenmeister und schaffte den Aufstieg in die erstklassige Oberliga West. In der Saison 1949/50 absolvierte Marx für die Arminia 19 Oberligaspiele und erzielte dabei ein Tor. Nachdem die Mannschaft am Saisonende hatte absteigen müssen, beendete Marx seine Karriere.